# Rybarzowice (Bogatynia)
Rybarzowice (deutsch Reibersdorf) war eine Ortschaft in der Gemeinde Bogatynia, Powiat Zgorzelecki, Woiwodschaft Niederschlesien in Polen. Der Ort wurde zu großen Teilen in den 1970er Jahren zugunsten des Tagebaus Turów abgerissen. Bis zum Abriss der letzten Häuser im Südosten des Ortes am 25. Juli 2000 lebten in Rybarzowice noch etwa 40 Einwohner.

## Geographische Lage

Ausschnitt aus dem Meilenblatt

Rybarzowice befand sich 4 km westlich von Bogatynia und 5 km östlich von Zittau im Tal des Mühlgrabens. Der Ort lag an der Verbindungsstraße von Zittau nach Bogatynia, die seit den 1970er Jahren südlich verlegt wurde und sich seit dieser Zeit am Südrand des Tagebaus Turów befindet.

## Geschichte

### Standesherrschaft Reibersdorf

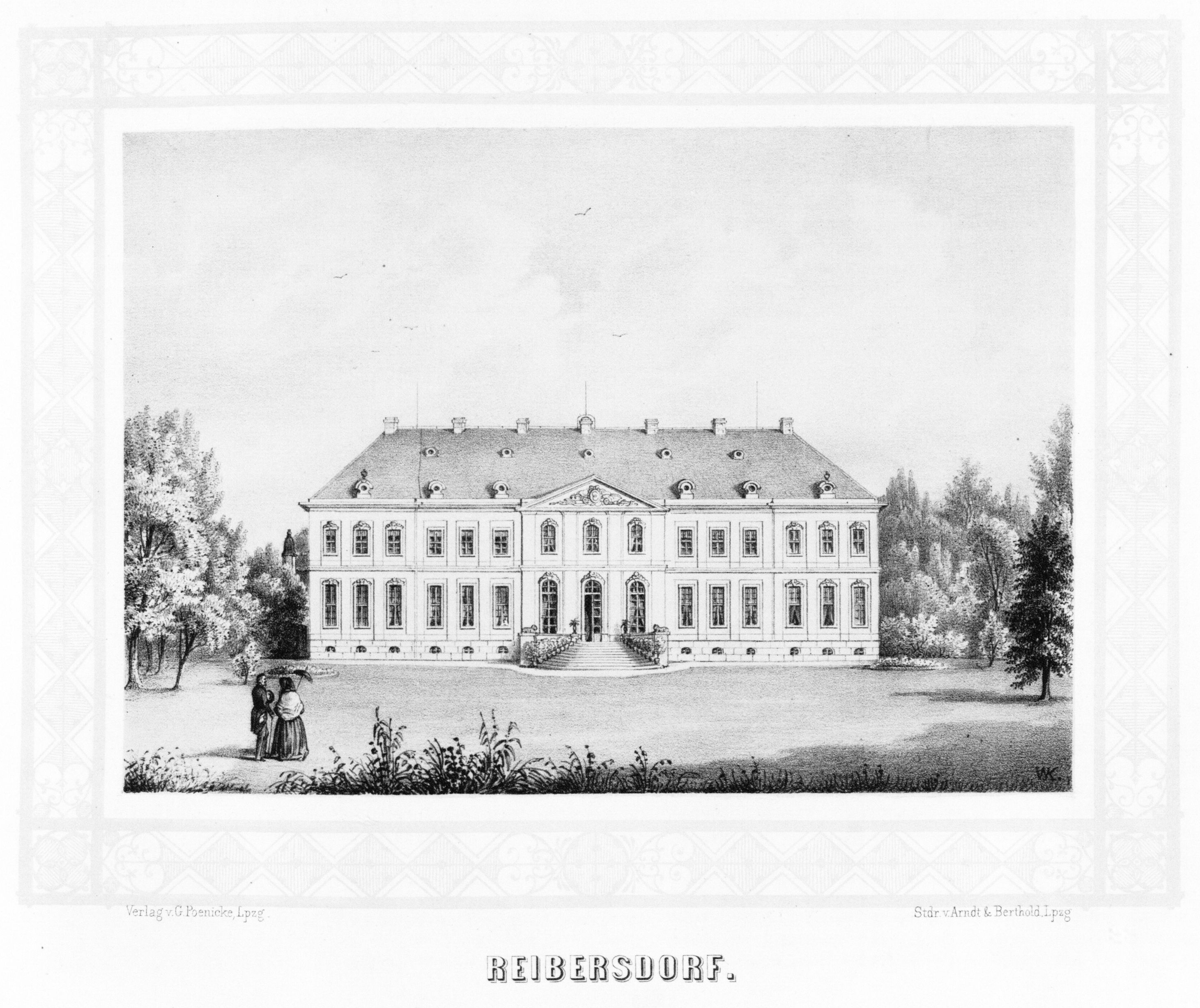
Schloss Reibersdorf (Lithographie Arndt & Berthold), G. A. Poenicke: Album der Rittergüter und Schlösser im Königreiche Sachsen, 1859

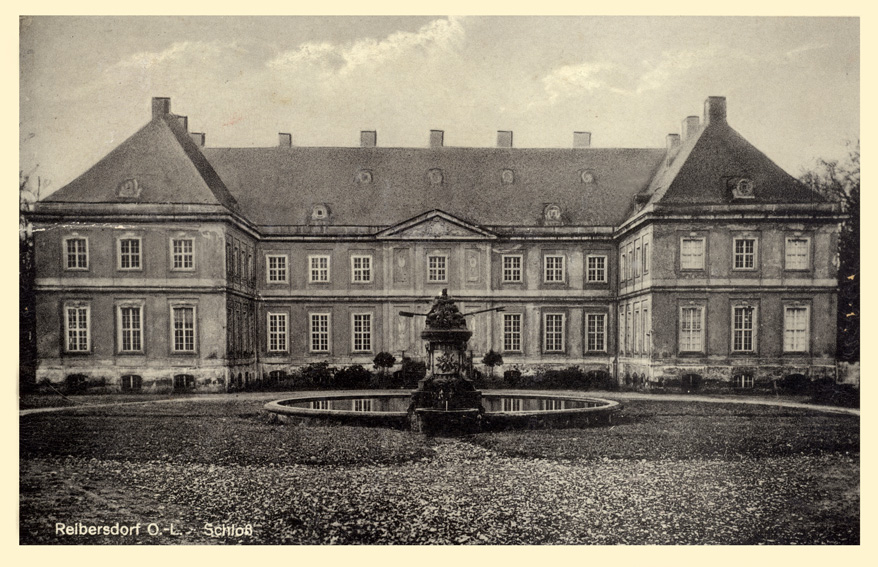
Schloss Reibersdorf, 1694 bis 1945 im Besitz der Familie von Einsiedel

Reibersdorf bildete seit dem 14. Jahrhundert das Zentrum der mittelalterlichen Herrschaft Hammerstein.
1396 erwarb Heinrich I. von Kyaw den Ort. Unter den Kyaw wurde der Ort 1426 zum Rittersitz erhoben. Zum Ende des 15. Jahrhunderts wurden die Herren von Maxen Besitzer des Rittergutes, ihnen folgten während des 16. Jahrhunderts die Weigsdorfer auf Niederweigsdorf, die am Anfang des 17. Jahrhunderts ihren Besitz zersplitterten und verkauften. Seit 1616 gehörte Reibersdorf zur Herrschaft Friedland-Seidenberg. Deren Besitzer, die Grafen von Redern wurden nach der Schlacht am Weißen Berg enteignet. Dabei wurde die Herrschaft geteilt und Albrecht von Waldstein erhielt den böhmischen Teil als Geschenk. Der Oberlausitzer Teil stand unter Zwangsverwaltung und wurde 1626 durch Christian von Nostitz aus der böhmischen Linie der Nostitzer erworben. 1635 gelangte Reibersdorf mit der Abtretung der Oberlausitz an Sachsen. Die Herren von Nostitz bauten den Marktflecken Reibersdorf zum neuen Zentrum der zur Standesherrschaft erhobenen Herrschaft Seidenberg aus, deren Sitz das 1690 von Otto Leopold von Nostitz errichtete Schloss war. Im protestantischen Sachsen scheiterten die von den Nostitzern unternommenen Versuche einer Gegenreformation und sie verkauften ihren Besitz in Sachsen schließlich 1694 an Hans Haubold von Einsiedel. Die Standesherrschaft Reibersdorf-Seidenberg war neben Muskau, Königsbrück und Hoyerswerda eine der vier privilegierten Grundherrschaften der Oberlausitz.
Zu den Inhabern der Standesherrschaft gehörten Detlev Heinrich von Einsiedel und nach dessen Tod 1746 sein Bruder Johann George von Einsiedel. Bedeutendster Besitzer der Herrschaft war dessen Sohn, der sächsische Minister Johann Georg Friedrich von Einsiedel, der 1763 neben dem alten Nostitzschen Schloss ein neues erbauen ließ. Der Bau erfolgte nach den Plänen von Andreas Hünigen aus Zittau und wurde 1779 fertiggestellt. Das alte Schloss wurde ab 1790 als Amtshaus und Herrschaftsarchiv genutzt. Johann Georg von Einsiedel baute das Rittergut zu einem Musterbetrieb der von ihm verfochtenen Modernisierung der Landwirtschaft in Kursachsen aus. 1767 erwarb er auch Schloss Milkel, das bis 1900 zum Reibersdorfer Besitz gehörte.
Die preußischen Gebietsansprüche nach der Niederlage Sachsens führten 1815 auch zur Teilung der Oberlausitz. Die neue Landesgrenze zwischen Sachsen und Preußen zerschnitt die Standesherrschaft in zwei Teile, von denen der sächsische Anteil ab 1817 nur noch als Standesherrschaft Reibersdorf bezeichnet wurde. In der Sächsischen Verfassung von 1831 wurde festgeschrieben, dass dem jeweiligen Besitzer der Standesherrschaft Reibersdorf ein Sitz in der I. Kammer des Sächsischen Landtags zusteht. Dieses Recht wurde bis zur letzten Sitzung der Landtagskammer 1918 wahrgenommen.
Das Gebiet der Standesherrschaft umfasste zu dieser Zeit die Gutsherrschaften Reibersdorf, Oberweigsdorf, Mittelweigsdorf und Niedervorwerk Niederweigsdorf, Oberullersdorf, Markersdorf, Dornhennersdorf, Sommerau, Friedersdorf, Oppelsdorf, Wald und Dörfel sowie die Stadt Seidenberg in der preußischen Oberlausitz.
1842 wurde Kurt Heinrich Ernst von Einsiedel, der sich vor allem der Pferdezucht widmete, Inhaber der Herrschaft. Von diesem erbte sein Neffe Johann Georg von Einsiedel den Besitz.
Durch den Haupt-Gränz- und Territorial-Recess zwischen dem Königreich Sachsen und Kaisertum Österreich vom 5. März 1848 erfolgten auf dem Gebiet der Standesherrschaft umfangreiche Grenzregulierungen zur Bereinigung der unüberschaubaren Grenzverhältnisse zwischen Oberullersdorf und Ullersdorf sowie in und um Weigsdorf. Infolgedessen musste die Standesherrschaft ihren Anteil an Niederweigsdorf sowie die Exklave Dörfel und Minkwitz am 12. März 1849 an Böhmen abtreten. 1856 wurde die Patrimonialgerichtsbarkeit des Standesherrschaft aufgehoben und die Rechtsprechung ging an das Gerichtsamt Reichenau über.
Bedeutendes Ansehen genoss die wertvolle Schlossbibliothek der Grafen von Einsiedel auf Reibersdorf, die 1928 aufgelöst und versteigert wurde. Mit dem Inkrafttreten der sächsischen Verfassung verlor die Standesherrschaft Reibersdorf 1920 ihre letzten Privilegien. Bis zur Enteignung im Jahre 1945 befand sich das Schloss Reibersdorf im Besitz der Grafen von Einsiedel, zuletzt bei Alexander Graf Einsiedel (1884–1957), verheiratet mit Waltraut Freiin von Oelsen.

### Reibersdorf
Reibersdorf entstand im 13. Jahrhundert als Waldhufendorf. Seine erste urkundliche Erwähnung stammt aus dem Jahre 1386. Bereits in der Zeit der Zugehörigkeit zur Herrschaft Hammerstein hatte der Ort das Marktrecht und Braurecht erworben. Nach der Reformation entstand an der Stelle einer alten Marienkapelle eine Pfarrkirche, zu deren Kirchspiel auch die Dörfer Sommerau und Oppelsdorf sowie das später gegründete Wald gehörten.
1549 erhielt die Kirche ihren ersten Turmanbau, der 1715 durch einen neuen ersetzt wurde. 1736 erfolgte der Abriss des alten Kirchenschiffes und der Neubau wurde im selben Jahre vollendet. Bereits 1712 entstand an der Straße nach Zittau ein Pfarrhaus. Zentraler Platz war der von Umgebindehäusern und der Kirche gesäumte große Marktplatz, an den sich im Westen das Gelände der Schlösser mit dem dahinterliegenden großen Schlosspark anschloss.
Zwischen 1836 und 1837 erfolgten unter Leitung von Carl August Schramm große Baumaßnahmen an der Kirche, denen 1860 noch Renovierungsarbeiten im Kircheninnern folgten. 1878 wurde nach einjähriger Bauzeit das außerhalb des Ortszentrums beim Pfarrhaus errichtete neue Schulhaus eingeweiht.
Mit der Ablösung der Grundherrschaften wurde Reibersdorf Mitte des 19. Jahrhunderts eine selbstständige Gemeinde in der Amtshauptmannschaft Zittau, zu der auch der Ortsteil Wald gehörte. In Reibersdorf lebten 1847 1012 Menschen, 1890 waren es 880.
Nach dem Tode seines einzigen Sohnes Haubold, der 24-jährig an der Schwindsucht verstorben war, stiftete Kurt Heinrich Ernst von Einsiedel 1868 zur Unterbringung alter und siecher Bewohner seiner Standesherrschaft das Hauboldstift. 1884 nahm die Schmalspurbahn Zittau–Reichenau ihren Betrieb auf und Reibersdorf erhielt eine Haltestelle.
Der Marktflecken hatte 1943 zusammen mit Wald 1359 Einwohner.

### Rybarzowice
Nach dem Ende des Zweiten Weltkrieges wurde Reibersdorf polnisch und bildete unter dem neuen Namen Rybarzowice eine Gemeinde. Die deutschen Bewohner wurden 1945 vertrieben und die Schlösser geplündert und konfisziert.
Mit der Erweiterung des Tagebaus Turów wurde 1961 die Schmalspurbahnstrecke Bogatynia–Sieniawka eingestellt. Wegen des Braunkohlenabbaus wurden schließlich große Teile des Ortes geräumt und in den 1970er Jahren erfolgte ein weitgehender Abriss von Rybarzowice, dem beide Schlösser und die Kirche zum Opfer fielen. Lediglich die Skulpturen des Schlossparks, welche abgetragen und in einem neu errichteten Park östlich von Bogatynia wieder aufgestellt wurden, blieben erhalten. Als am 25. Juli 2000 die letzten Häuser des Oberdorfes abgerissen wurden, endete die über 700-jährige Geschichte von Rybarzowice.

### Wald
Nördlich von Oppelsdorf entstanden links des Schladebachtales auf Reibersdorfer Rittergutsfluren einige Häuser hinterm Walde. Zu Beginn des 19. Jahrhunderts vergrößerte sich der Weiler zu einem Dorf. Zunächst waren es vor allem Häusler und Weber, die hier lebten und mit der Aufnahme des Braunkohlenbergbaus in Oppelsdorf wurde Wald zu einer Siedlung der Bergleute. Später wurde Wald auch zum Wohnort für Arbeiter der im wenige Kilometer nordöstlich gelegenen Reichenau entstandenen Textilfabriken. Im Jahre 1827 bekam Wald ein eigenes Schulgebäude, in das auch die Oppelsdorfer Kinder gingen, und ab 1831 erhielt die Schule auch einen eigenen Lehrer. Zuvor war seit 1770 von der Standesherrschaft Reibersdorf ein Raum für die Unterrichtung der Dorfkinder durch den Reibersdorfer Lehrer geschaffen worden.
1847 lebten in Wald schon 374 Einwohner und damit mehr als doppelt so viele wie in Oppelsdorf.
Mit der Betriebsaufnahme der Schmalspurbahn Zittau–Reichenau erhielt auch Wald eine Haltestelle des „Boahnl“, die auch von den Kurgästen in Oppelsdorf genutzt wurde. Die Oppelsdorfer erreichten 1893 auch, dass ihr Ort mit in der Haltestellenbezeichnung berücksichtigt wurde, die fortan Wald-Oppelsdorf hieß. In dieser Zeit entstand ein ansehnliches Bahnhofsgebäude mit einer Gastwirtschaft.
Der blühende Kurbetrieb in Oppelsdorf dehnte sich zu Beginn des 20. Jahrhunderts auch auf Wald aus. Neben dem Bahnhof entstand 1908 das Friedrich-August-Bad, das schon 1900 als Friedrichsbad in größerer Ausführung vorgesehen war. 1912 war die Schule zu klein geworden und ein neues Schulgebäude entstand. Weitere Kur- und Erholungseinrichtungen im Gründerzeitstil, wie die Rudelsburg des Magnetopathen und Naturheilkundigen Arthur Günther folgten. Nach dem Ersten Weltkrieg erwarb der Sächsische Militär-Vereinsbund ein Logierhaus und baute es als Hindenburg-Haus zum Kurheim aus. 1929 lebten in Wald 528 Einwohner und der Ort war durch Villenbauten mit Bad Oppelsdorf zusammengewachsen, er blieb jedoch administrativ weiterhin bei Reibersdorf.
Nach dem Zweiten Weltkrieg kam Wald zu Polen und wurde mit Bad Oppelsdorf zu einem gemeinsamen Ort Opolno Zdrój vereinigt. Der Kurbetrieb wurde nicht mehr aufgenommen. 1961 wurde auch der Bahnverkehr eingestellt. Durch die Erweiterung des Braunkohlentagebaus Turów liegt der frühere Ort Wald heute am südöstlichen Rand der Grube.

## Entwicklung der Einwohnerzahl
| Jahr | Einwohnerzahl                                          |
| ---- | ------------------------------------------------------ |
| 1594 | 17 besessene Mann, 21 Gärtner, 9 Häusler               |
| 1777 | 17 besessene Mann, 8 Gärtner, 122 Häusler, 2 Wüstungen |
| 1834 | 937                                                    |

| Jahr | Einwohnerzahl |
| ---- | ------------- |
| 1871 | 988           |
| 1890 | 880           |
| 1910 | 1417          |

| Jahr | Einwohnerzahl |
| ---- | ------------- |
| 1925 | 1403          |
| 1939 | 1365          |

## Persönlichkeiten
- Hans Haubold von Einsiedel (1654–1700), sächsischer Kammerherr
- Johann George von Einsiedel (1692–1760), sächsischer Hofbeamter
- Johann Georg Friedrich von Einsiedel (1730–1811), sächsischer Staatsmann
- Kurt Heinrich Ernst von Einsiedel (1811–1887), Pferdezüchter und Autor
- Johann Georg von Einsiedel (1848–1931), (Politiker)